# Puerta de Europa

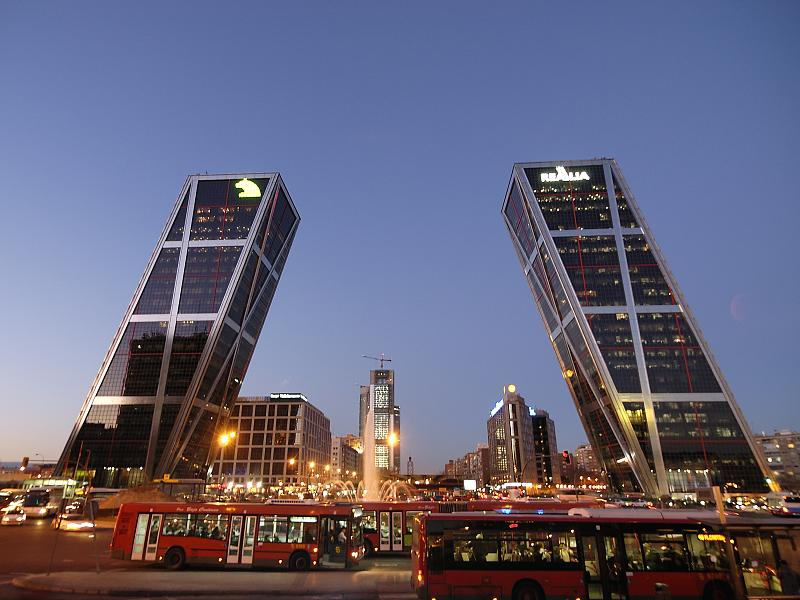
Puerta de Europa

Puerta de Europa, även kända som Torres KIO, är två tvillingtorn i Madrid. Byggnaderna är kontorsbyggnader med parkering under mark, entréplan, teknisk mellanvåning, 24 kontorsvåningar och helikopterplatta.
Puerta de Europa ritades av de amerikanska arkitekterna Philip Johnson och John Burgee och uppfördes 1996. Byggnaderna är 115 meter höga med en lutning på 15° vinkel mot en gemensam punkt i axeln av avenyn Paseo de la Castellana. De står nära Estación de Chamartín vid sidan av Plaza Castilla.
Byggnaderna ägs anno 202 av Caixabank respektive Realia.